# Saint-Vincent (Pirineos Atlánticos)
 Saint-Vincent  es una población y comuna francesa, en la región de Aquitania, departamento de Pirineos Atlánticos, en el distrito de Pau y cantón de Nay-Est.

## Demografía
| 364 | 349 | 352 | 358 | 353 | 369 |
| Para los censos de 1962 a 1999 la población legal corresponde a la población sin duplicidades (Fuente: INSEE [Consultar]) |     |     |     |     |     |